# Carlos Alberto Betancur
Carlos Alberto Betancur Gómez (Ciudad Bolívar, 13 ottobre 1989) è un ex ciclista su strada colombiano, professionista dal 2011 al 2020. Scalatore, in carriera ha vinto il Giro dell'Emilia 2011, la classifica giovani al Giro d'Italia 2013 e la Parigi-Nizza 2014.

## Carriera
Nel 2009, da Under-23, Betancur vince la Vuelta a Colombia Sub-23 e, nello stesso anno, prende parte alla prova in linea dei campionati del mondo di categoria a Mendrisio con la nazionale colombiana; in tale gara conclude secondo, alle spalle del solo Romain Sicard. L'anno dopo si aggiudica invece due tappe e la vittoria finale al Girobio, superando il connazionale Eduard Beltrán.
Nel 2011 viene messo sotto contratto dalla squadra italiana Acqua & Sapone, debuttando così nel professionismo; nello stesso anno prende parte al suo primo Giro d'Italia, che conclude al cinquantottesimo posto. In ottobre ottiene il primo successo da professionista – fa suo il Giro dell'Emilia – e si classifica inoltre nono al Giro di Lombardia.
Nel 2012 conquista la quinta tappa del Giro del Belgio, il Trofeo Melinda e la tappa conclusiva della Monviso-Venezia, ottenendo anche numerosi altri piazzamenti: quarto e miglior giovane al Giro del Trentino, secondo al Giro di Toscana, quarto alla Quatre Jours de Dunkerque, quinto alla Milano-Torino e al Giro del Piemonte. Al termine della stagione, dopo la chiusura dell'Acqua & Sapone, passa alla francese AG2R La Mondiale.
Nella primavera del 2013 è protagonista nelle classiche delle Ardenne, si classifica infatti terzo alla Freccia Vallone e quarto alla Liegi-Bastogne-Liegi. Nel successivo Giro d'Italia coglie quattro podi di tappa (tre secondi posti e un terzo) e rimane spesso con i migliori in salita: si piazza così al quinto posto della graduatoria generale, vincendo al contempo la maglia bianca della classifica giovani. Nel 2014 si impone nella classifica generale della Parigi-Nizza, vincendo in questa corsa anche due tappe e la maglia di miglior giovane.
Per la stagione 2016 si accasa alla Movistar, tornando al successo: si impone in una tappa della Vuelta a Castilla y León, perdendo la maglia di capoclassifica durante l'ultima frazione, e una della Vuelta a Asturias. Al Giro d'Italia 2016 partecipa come gregario di Alejandro Valverde ritirandosi alla 19ª tappa. A inizio settembre, dopo oltre tre mesi lontano dalle gare, torna in Europa ad allenarsi puntando a far bene nelle gare italiane di fine stagione. Rientra in gara al Giro della Toscana classificandosi penultimo, ritirandosi poi in tutte le prove seguenti.

## Palmarès
- 2009 (Indeportes Antioquia)

4ª tappa tappa Vuelta a Colombia Sub-23
Classifica generale Vuelta a Colombia Sub-23
- 2010 (Indeportes Antioquia)

6ª tappa tappa Vuelta a Colombia Sub-23
4ª tappa Girobio (Peschiera del Garda > Gallio)
5ª tappa Girobio (Pozzoleone > Monte Grappa)
Classifica generale Girobio
1ª tappa Vuelta de Higuito
9ª tappa Vuelta de Higuito
- 2011 (Acqua & Sapone, una vittoria)

Giro dell'Emilia
- 2012 (Acqua & Sapone, tre vittorie)

5ª tappa Giro del Belgio (Clavier > Engis)
Trofeo Melinda
5ª tappa Monviso-Venezia - Il Padania (Acqui Terme > Frabosa Soprana)
- 2014 (AG2R La Mondiale, cinque vittorie)

1ª tappa Tour du Haut-Var (Le Cannet-des-Maures > La Croix-Valmer)
Classifica generale Tour du Haut-Var
5ª tappa Parigi-Nizza (Crêches-sur-Saône > Rive-de-Gier)
6ª tappa Parigi-Nizza (Saint-Saturnin-lès-Avignon > Fayence)
Classifica generale Parigi-Nizza
- 2016 (Movistar Team, due vittorie)

1ª tappa Vuelta a Castilla y León (Alcañices > Braganza)
2ª tappa Vuelta a Asturias
- 2019 (Movistar Team, una vittoria)

Klasika Primavera

### Altri successi
- 2010 (Indeportes Antioquia)

1ª tappa Vuelta a Colombia (cronosquadre)
- 2012 (Acqua & Sapone)

Classifica giovani Giro del Trentino
Classifica scalatori Circuit de Lorraine
Classifica giovani Monviso-Venezia - Il Padania
- 2013 (AG2R La Mondiale)

Classifica giovani Giro d'Italia
- 2014 (AG2R La Mondiale)

Classifica a punti Tour du Haut-Var
Classifica giovani Parigi-Nizza
- 2017 (Movistar Team)

1ª prova Hammer Sportzone Limburg (Vaals, a squadre)

## Piazzamenti

### Grandi Giri
- Giro d'Italia

2011: 59º
2013: 5º
2015: 20º
2016: ritirato (19ª tappa)
2018: 15º
- Tour de France

2017: 18º
- Vuelta a España

2013: 126º
2014: 158º
2017: non partito (7ª tappa)

### Classiche monumento
- Milano-Sanremo

2012: ritirato
2016: ritirato
2017: 134º
2018: 77º
2019: 91º
- Giro delle Fiandre

2017: ritirato
- Liegi-Bastogne-Liegi

2013: 4º
2014: non partito
2015: 69º
2016: 50º
2017: 74º
2018: 60º
2019: 15º
- Giro di Lombardia

2011: 9º
2012: 24º
2013: 31º
2014: ritirato
2019: 51º

### Competizioni mondiali
- Campionati del mondo

Mendrisio 2009 - In linea Under-23: 2º
Melbourne 2010 - In linea Under-23: 38º
Copenaghen 2011 - In linea Under-23: 42º
Limburgo 2012 - In linea Elite: 47º
Toscana 2013 - In linea Elite: 35º
Ponferrada 2014 - In linea Elite: ritirato
Yorkshire 2019 - In linea Elite: 14º